# Премія імені Олександра Кривенка
Премія ім. Олександра Кривенка «За поступ у журналістиці» вручається у Львові щорічно в травні, до дня народження журналіста та редактора Олександра Кривенка. Одночасно з врученням премії виголошується публічна Лекція Свободи пам'яті Олександра Кривенка в Українському католицькому університеті.
Засновником премії є «Капітула Поступу», в яку входять друзі й колеги відомого журналіста, який трагічно загинув 9 квітня 2003 р.
Оголошення про заснування премії було оприлюднене на сайті газети «Поступ», яку заснував і редагував Кривенко: «Ми відчуваємо свій обов'язок, наслідуючи Кривенка, сприяти тим, хто в наш непевний час прагне творити щось нове та свіже, прагне вдосконалювати себе і світ. Виходячи з цього прагнення, „Поступ“ запроваджує щорічну премії імені Олександра Кривенка „За поступ у журналістиці“».

## Лауреати

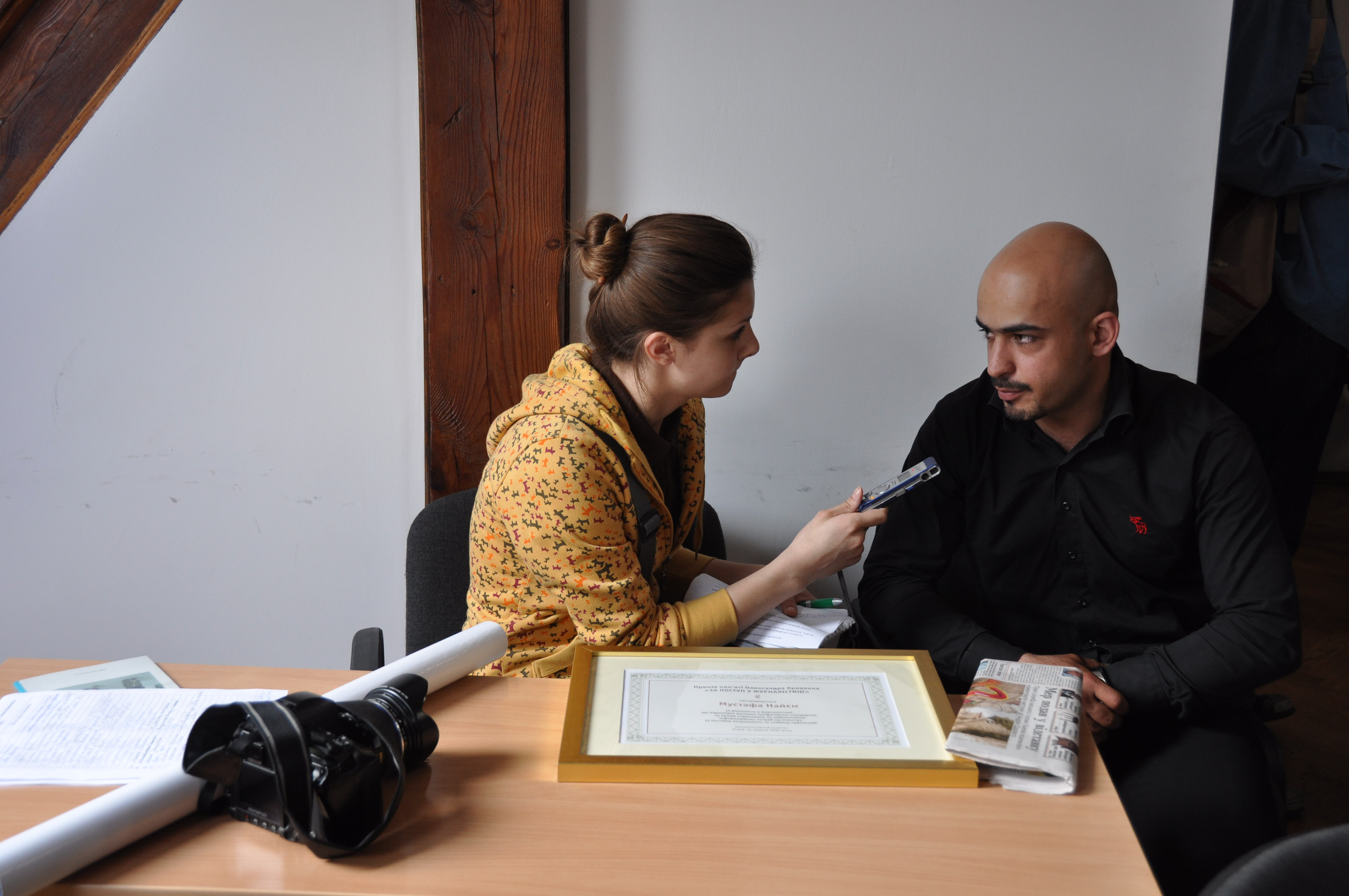
Мустафа Найєм дає інтерв'ю після отримання премії ім. Олександра Кривенка

- 2004 — Сергій Рахманін, політичний оглядач газети «Дзеркало тижня» і ведучий радіопрограми «Без гасел».
- 2005 — Володимир Ар'єв, продюсер та ведучий телепроєкту «Закрита зона», та Наталія Дмитрук, сурдоперекладач Першого національного телеканалу.
- 2006 — Сергій Лещенко, журналіст, заступник головного редактора сайту «Українська правда».
- 2007 — Вахтанг Кіпіані, головний редактор журналу «Фокус».
- 2008 — Марцін Войцеховський, журналіст «Газети Виборчої» (Польща).
- 2009 — Олена Притула, головний редактор сайту «Українська правда».
- 2010 — Мустафа Найєм, журналіст сайту «Українська правда».
- 2011 — Юлія Мостова, заступник головного редактора газети «Дзеркало тижня».
- 2012 — Костянтин Усов, тележурналіст, канал ТВі.
- 2013 — Олексій Шалайський, головний редактор Інтернет-видання «Наші гроші»
- 2014 — Христина Бердинських, журналіст, автор соціального проєкту «Єлюди — Maidaners»
- 2015 — Левко Стек, журналіст «Радіо Свобода».
- 2016 — Наталка Седлецька, журналіст-розслідувач, автор і ведуча програми «Схеми».
- 2017 — Роман Вінтонів («Майкл Щур»), тележурналіст, актор, сценарист, музикант.
- 2018 — Орест Друль, громадський діяч, журналіст, публіцист, головний редактор Інтернет-газети «Збруч»[1]
- 2019 — Ірина Славінська, українська журналістка, ведуча, перекладачка, літературознавиця, громадська діячка та феміністка[2].